# بهارات بيوتيك
بهارات بيوتيك إنترناشونال ليمتد (بالإنجليزية: Bharat Biotech International Limited)‏ واسمها بالعربية بهارات بيوتيك الدولية المحدودة وتُعرف أيضًا باسمها المختصر بهارات بيوتيك؛ شركة هندية لصناعة الأدوية البيولوجية، مملوكة للقطاع الخاص ويقع مقرها في مدينة حيدر آباد عاصمة ولاية تيلانغانا في الجنوب الأوسط الهندي. تختص الشركة باكتشاف الأدوية وتطوير العقاقير، وتصنيع اللقاحات والعلاجات الحيوية والأدوية ومنتجات الرعاية الصحية.

## لقاح كورونا
أعلنت شركة بهارات بيوتيك في أبريل عام 2020 بأنها دخلت في اتفاقية شراكة مع شركة «فلوجين» (بالإنجليزية: FluGen)‏ الأمريكية وجامعة ويسكونسن-ماديسون، لتطوير وإنتاج لقاح لمكافحة مرض كورونا. في مايو من نفس العام، وافق المعهد الوطني لعلم الفيروسات التابع «للمجلس الهندي للبحوث الطبية» على تطوير لقاح هندي لكورونا أصلي بالكامل مُضمِنًا تلك الموافقة بتوفير سلالات مرض فيروس كورونا المحددة آنذاك. في 29 يونيو 2020، حصلت الشركة على إذن «المراقب العام للأدوية في الهند» والحكومة الهندية لإجراء المرحلة الأولى والثانية من التجارب السريرية للقاحها الخاص بكورونا في الهند، المسمى كوفاكسين (اسمه الرمزي: BBV152).
في سبتمبر 2020، أعلنت الشركة أنها بصدد تطوير وإنتاج لقاح بتقنية الناقلات الفيروسية بالتعاون مع كلية الطب بجامعة واشنطن في سانت لويس بولاية ميزوري في الولايات المتحدة، وسيكون اللقاح من جرعة واحدة يؤخذ عن طريق الأنف، وهو يحمل الاسم الرمزي: BBV154.

## محاولات قرصنة بيانات الشركة
في مارس 2021، ذكرت وكالة رويترز أن مجموعة التجسس الإلكتروني الصينية المعروفة باسم أبولو الأحمر، التي تحظى بدعم من من الدولة الصينية استهدفت قاعدة بيانات الشركة بغرض القرصنة.